# Tell ʿUqayr
Tell ʿUqayr è un sito archeologico a nord-est di Babilonia, a circa 60 km a sud della moderna città di Baghdad, nell'attuale Governatorato di Babil, in Iraq.

## Sito archeologico
Il sito fu scoperto e scavato durante la seconda guerra mondiale, tra il 1940 ed il 1942, da un gruppo di archeologi del Direttorato Generale per le Antichità, sotto la direzione di Seton Lloyd e Fuad Safar.
Il sitom è costituita da due piccoli rilievi, alti 6 metri e separati da quello che apparentemente è il letto di un antico canale.
Gli edifici e i manufatti scoperti risalgono alla cultura di Ubaid, alla cultura di Uruk e alla cultura di Gemdet Nasr; vennero inoltre scoperte quattro tavolette in scrittura pre-cuneiforme.
La scoperta più importante a Tell ʿUqayr fu il Tempio Dipinto, un grande complesso simile nella struttura al Tempio Bianco di Anu trovato a Uruk, interamente ricoperto all'interno da pitture policrome figurative e geometriche.
Alcuni degli affreschi originali erano ancora visibili al momento dello scavo e furono copiati. Diversi affreschi furono recuperati intatti e inviati al Museo di Baghdad.
Si ritiene che il tempio risalga al periodo Uruk o al primo periodo Jemdet Nasr. Si ritiene siano le più antiche pitture murali note, risalenti all'inizio del III millennio a.C..

## Storia
Il sito registra una prima significativa occupazione durante il periodo Ubaid (4.500-3.500 a.C.), per crescere durante i periodi Uruk (4.000-3.100 a.C.) e Gemdet Nasr (3.100 -2.900 a.C.) . Alcune tombe della prima dinastia e una manciata di manufatti accadici e babilonesi indicano che il luogo continuò ad essere utilizzato in modo limitato fino al tempo di Nabucodonosor II.
Sulla base delle tavolette di argilla rinvenute nel sito, si ipotizza che si tratti dell'antica città babilonese di Urum.
È noto che durante il III millennio aC Urum era un luogo di culto di Sin, il dio della luna nella mitologia babilonese, protettore del ciclo lunare e degli elementi naturali a esso connessi.